# Sometimes (chanson de Britney Spears)
Cet article concerne la chanson de Britney Spears. Pour la chanson de Donkeyboy, voir Sometimes.
Pour les articles homonymes, voir Sometimes.
Singles de Britney Spears
...Baby One More Time
(1999) (You Drive Me) Crazy
(1999)
Pistes de ...Baby One More Time
(You Drive Me) Crazy Soda Pop
Sometimes est le deuxième single de la chanteuse américaine pop, Britney Spears, sorti en avril 1999. Le clip raconte l'histoire d'une jeune fille amoureuse d'un garçon. Celui-ci voulant passer à une étape supérieure dans leur relation, elle lui demande de lui laisser du temps, car elle n'est pas encore prête : s'il l'aime au point qu'il le lui dit, et qu'il a confiance en elle autant qu'elle en lui, il attendra.

## Classement
| Chart (1999)                            | Peak Position |
| --------------------------------------- | ------------- |
| Autriche                                | 6             |
| Australie                               | 2             |
| Belgique                                | 1             |
| Allemagne                               | 1             |
| Finlande                                | 4             |
| France                                  | 13            |
| Irlande                                 | 3             |
| Israël                                  | 2             |
| German Singles Chart                    | 6             |
| Nouvelle-Zélande                        | 1             |
| Norvège                                 | 13            |
| Philippines                             | 1             |
| Suède                                   | 4             |
| Suisse                                  | 7             |
| Royaume-Uni                             | 3             |
| États-Unis Billboard Hot 100            | 21            |
| États-Unis Billboard Adult Contemporary | 11            |

Format Du Single
| Royaume-Uni CD Single (0523202) 1. "Sometimes" [Radio Edit], 3:55 2. "Sometimes" [Soul Solution Mid-Tempo Mix], 3:29 3. "I'm So Curious" : 3:35 Royaume-Uni Promo 12" Vinyl (052320.0P) - Side A: 1. "Sometimes" [Thunderpuss 2000 Club Mix] : 8:02 - Side B: 1. "Sometimes" [Soul Solution Extended Mix] : 6:59 2. "Sometimes" [Thunderpuss 2000 Radio Mix] :; 3:50 Europe/ Australie CD Single (0550142) 1. "Sometimes" [Radio Edit] : 3:55 2. "I'm So Curious" : 3:35 3. "Sometimes" [Soul Solution Mid-Tempo Mix] : 3:29 Europe 2-Track CD (0580382) 1. "Sometimes" [Radio Edit] : 3:55 2. "Sometimes" [Soul Solution Mid-Tempo Mix] : 3:29 | Japon CD Single (AVCZ95121) 1. "Sometimes" [Radio Edit] : 3:55 2. "...Baby One More Time" [Sharp Platinum Vocal Remix] : 8:11 3. "...Baby One More Time" [Davidson Ospina Club Mix] : 5:40 États-Unis Promo CD (DUTCH19) - Face A: 1. "Sometimes" [Thunderpuss 2000 Club Mix] : 8:02 2. "Sometimes" [Mike Ski's Drum Dub] : 4:56 - Face B: 1. "Sometimes" [Soul Solution Mid-Tempo Mix] : 3:29 2. "Sometimes" [ThunderDub] : 7:18 - Face C: 1. "Sometimes" [Mike Ski's 3AM Bass Bin Destroyer Mix] : 9:34 2. "Sometimes" [Original Radio Edit] : 3:55 - Face D: 1. "Sometimes" [Boris & Beck Roxy Dub] : 6:51 2. "Sometimes" [Beats Of Thunderpuss] : 4:27 |